# Lianjiang, Anhui
Lianjiang (kinesiska: 连江) är en köping i östra Kina. Den ligger i Dingyuan härad i staden Chuzhou i provinsen Anhui, omkring 56 kilometer nordost om provinshuvudstaden Hefei. Antalet invånare är 25626. Befolkningen består av 12 171 kvinnor och 13 455 män. Barn under 15 år utgör 20,0 %, vuxna 15-64 år 65 %, och äldre över 65 år 13,0 %.